# Maxime Jousse
Maxime „Max” Jousse (ur. 25 czerwca 1991 roku w Saint-Raphaël) – francuski kierowca wyścigowy.

## Życiorys
Jousse rozpoczął karierę w międzynarodowych wyścigach samochodowych w 2007 roku od startów we Francuskiej Formule Renault Campus, gdzie trzykrotnie stawał na podium. Z dorobkiem 69 punktów uplasował się tam na szóstej pozycji w końcowej klasyfikacji kierowców. W późniejszych latach Francuz pojawiał się także w stawce Francuskiej Formuły Renault, Portugalskiej Formuły Renault 2.0 Junior, Zachodnioeuropejskiego Pucharu Formuły Renault 2.0, Formuły Palmer Audi, Włoskiej Formuły 3, Francuskiego Pucharu Porsche Carrera, European Le Mans Series, FIA World Endurance Championship, V de V Endurance GT Tourisme, V de V Michelin Endurance Series, Belgian Racing Car Championship oraz Porsche Supercup.